# Arturo Kenny
Arturo Juan Kenny y Gahan (Buenos Aires, 12 dicembre 1888 – ...) è stato un giocatore di polo argentino.
Ha vinto la medaglia d'oro nel polo ai Giochi olimpici di Parigi 1924.